# بزمجه آبی پالاوان

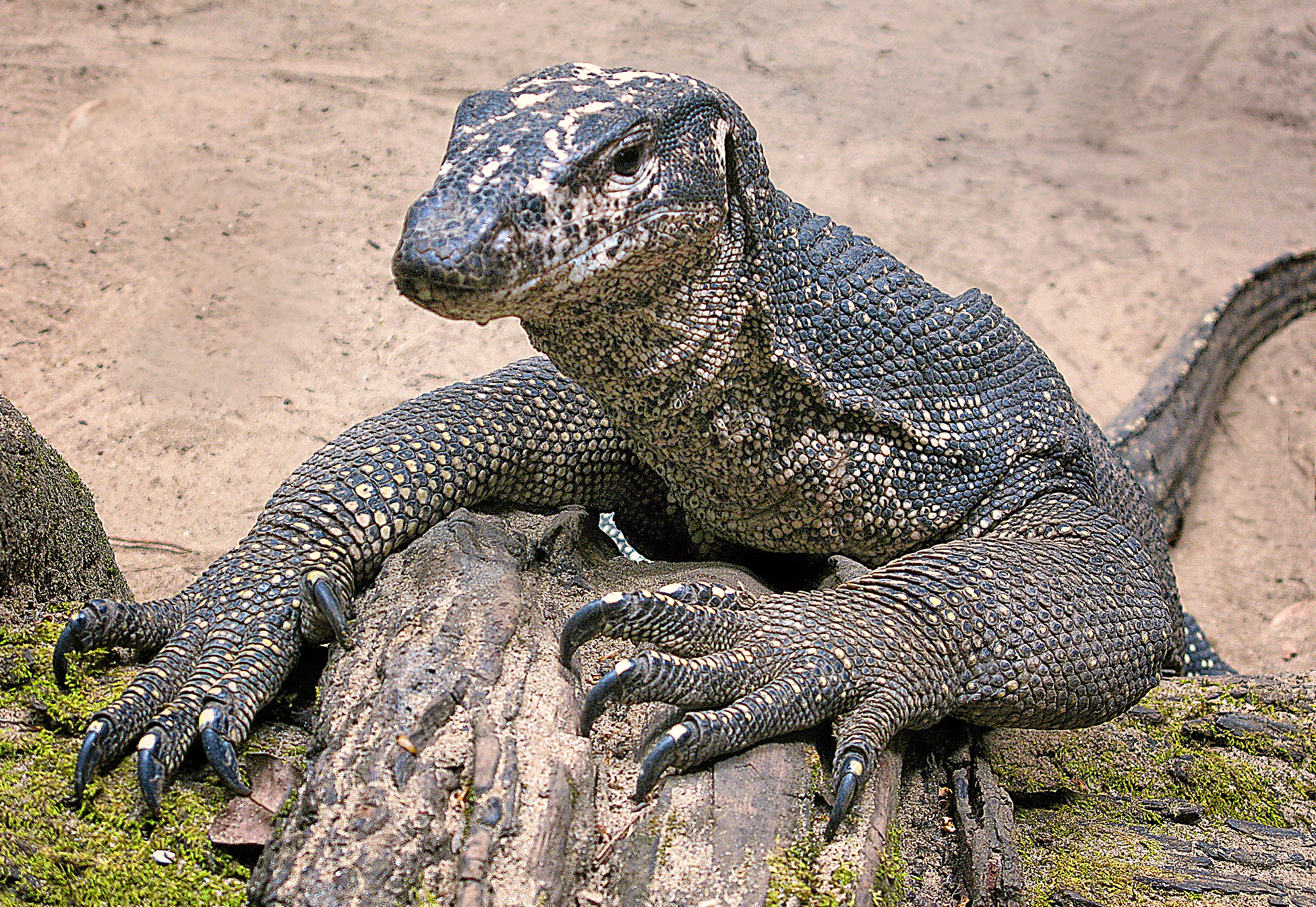
بزمجه آبی پالاوان

 بزمجه آبی پالاوان(نام علمی: Varanus palawanensis) نام یک گونه از سرده بزمجه است.